# Кутцы
Кутцы (укр. Кутці) — село в Рогатинской городской общине Ивано-Франковского района Ивано-Франковской области Украины.
Население по переписи 2001 года составляло 408 человек. Занимает площадь 4,389 км². Почтовый индекс — 77000. Телефонный код — 03435.